# 然克拉
然克拉（法語：Gincla，法語發音：[ʒɛ̃kla] ⓘ）是法国奥德省的一个市镇，属于利穆区。

## 地理
然克拉（42°45'46"N, 2°19'32"E）面积7.65 平方千米，位于法国奧克西塔尼大區奥德省，该省份为法国南部沿海省份，北起塔恩省，西北接上加龙省，西接阿列日省，南至东比利牛斯省，东临地中海，东北与埃罗省接壤。
与然克拉接壤的市镇（或旧市镇、城区）包括：布尔扎讷河畔蒙福尔、皮洛朗斯、萨尔沃济讷、弗努耶、维拉。

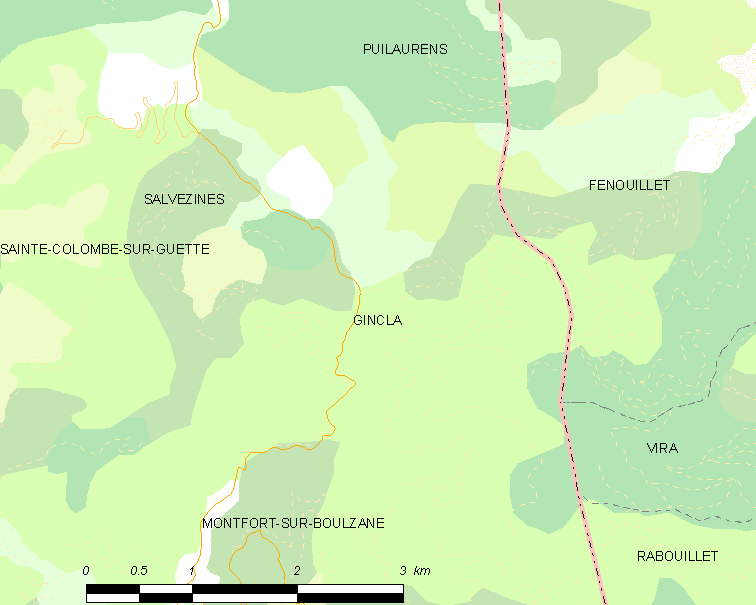
然克拉的OSM定位图

然克拉的时区为UTC+01:00、UTC+02:00（夏令时）。

## 行政
然克拉的邮政编码为11140，INSEE市镇编码为11163。

## 政治
然克拉所属的省级选区为上奥德河谷县。

## 人口

1962-2008年间然克拉人口变化图示

然克拉于2022年1月1日时的人口数量为47人。